# Laloides pseudolus
Laloides pseudolus är en tvåvingeart som först beskrevs av Osten Sacken 1882.  Laloides pseudolus ingår i släktet Laloides och familjen rovflugor.
Artens utbredningsområde är Filippinerna. Inga underarter finns listade i Catalogue of Life.